# ADモータース・チェンジ

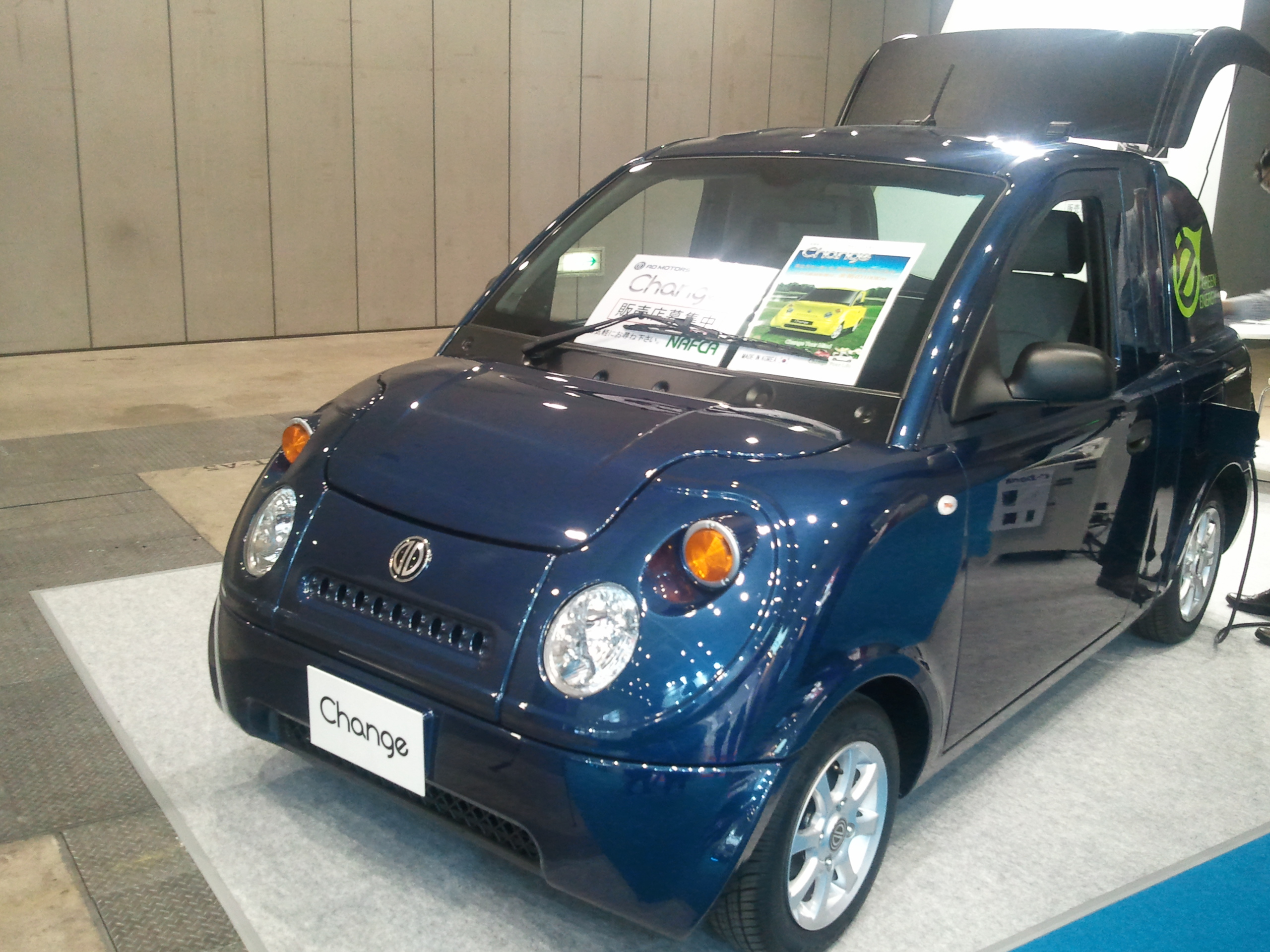
フロントビュー

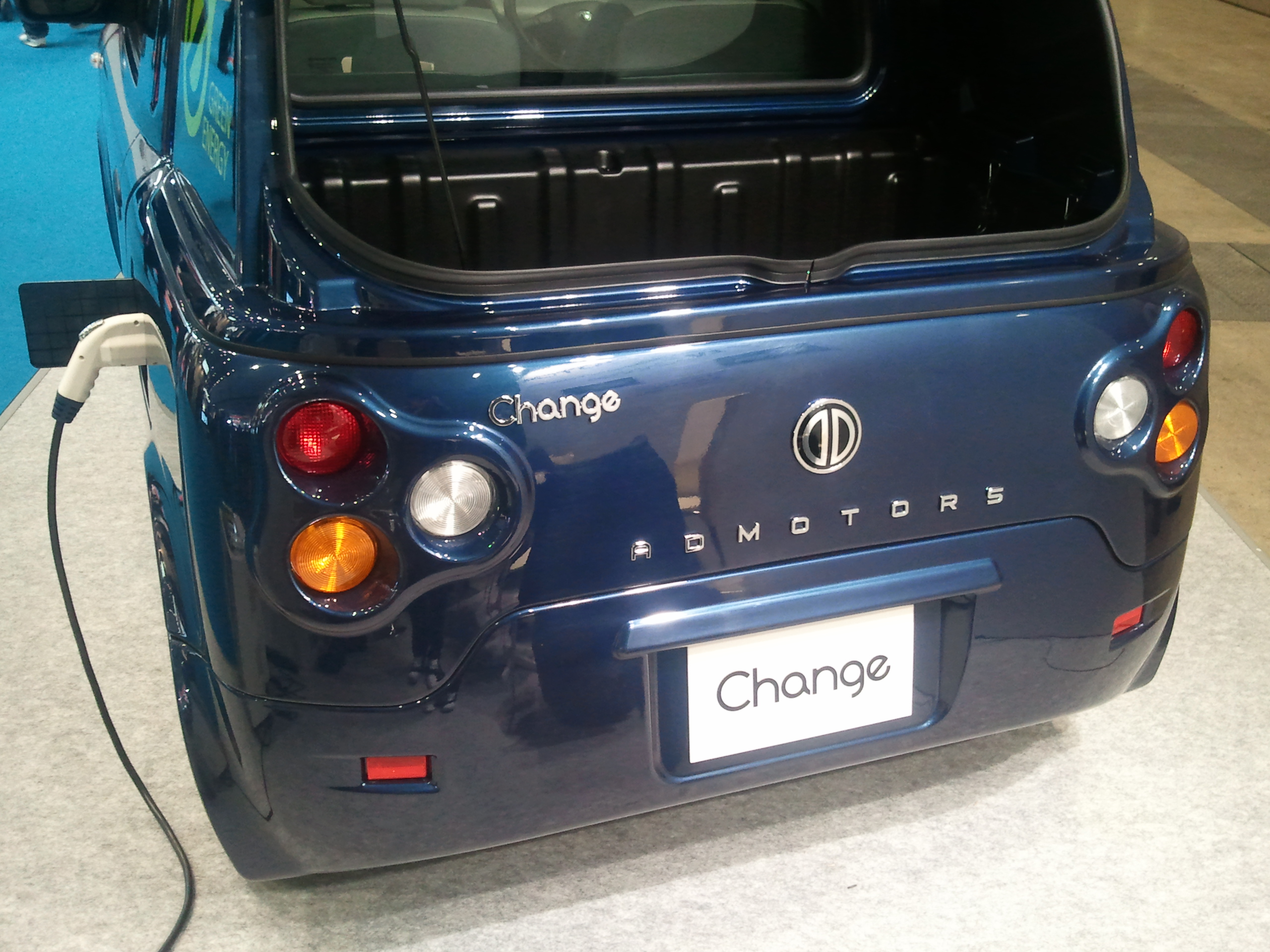
リアビュー

チェンジ (Change) は韓国の新興電気自動車メーカー「ADモータース」が製造・販売していた超小型電気自動車である。

## 概要
2人乗りのピックアップトラックであり、全長3,210mm、全幅1,560mmと韓国では軽車（キョンチャ）規格となるが、日本では小型車（白ナンバー）扱いとなっていた。カラーは全8色で、それぞれに国の名称が付けられていた。オプションとして荷台を覆うハードトップが用意され、ワゴンのような使い方もできる。2011年発売当初は左ハンドル仕様のみの販売だが、2012年春には右ハンドル仕様も発売されるとしていた。購入には次世代自動車振興センターからの助成を受けることができた。
電気自動車としての性能はリチウムリン酸鉄バッテリーを電池（容量120Ah）としたモーター（最高出力9.5馬力）を使い、1回の充電（約7時間）で100kmの走行が可能としていた。

## 日本での販売
日本では株式会社オートレックスが輸入、NAFCA（特定非営利活動法人 日本自動車公正検定協会）に加盟する各店舗が販売していた。発売開始日は2011年12月1日で、同時期開催の東京モーターショーにも出展された。オートレックスではチェンジ以前にCT&T・e-Zoneを輸入していた実績があり、e-Zoneに代わる車種としてチェンジが扱われていた。